# 野口冬長
野口 冬長（のぐち ふゆなが）は、戦国時代の武将。三好氏の家臣。三好長慶の弟とされるが、同時代史料でその存在は確認できない。

## 生涯
三好元長の五男として生まれたとされる。
淡路国・志知を本拠地とする野口氏の養子に入って家督を継承、淡路を拠点に播磨国から讃岐国の東にかけて、本州と四国の間を取り持ち交流する役割を与えられていたという。しかし、天文22年（1553年）に兄・実休が主君・細川持隆（氏之）をクーデターで殺害した折、それに憤った持隆家臣達との間で生じた鑓場の戦いにおいて、戦死したといわれる。
冬長を載せる系図類はあるものの、一次史料でその存在は確認できず、三好家を扱った文献では、十河一存を末弟とし、冬長をいないものとして扱うものが多い。長江正一『三好長慶』（吉川弘文館、1968年）、今谷明『戦国 三好一族』（洋泉社、2007年）、天野忠幸『三好長慶』（ミネルヴァ書房、2014年）などは、いずれも冬長に対する言及が一切なく、それぞれの書籍には系図が添付されているが、そこにも冬長の名前はない。

## 菅若狭守
『続群書類従』126巻に収録されている「三好系圖」では野口冬長の説明は
野口弾正少弼万五郎 若狭守淸嗣
となっている。一方、『淡路常盤草』では野口則守（肥前守）の子を野口弘宗、弘宗の子を野口長宗（孫五郎）としており、弘宗の説明は
菅若狭守 幼名万五郎 病死于有馬温泉
である。同書では則守か弘宗のいずれかが冬長としている。
なお、野口長宗は淡路・志知城主で、三好氏に追われたものの、天正9年（1581年）の羽柴秀吉による淡路平定に従って旧領を奪還したと伝えられている。
なお、『菅流船軍秘伝書』などでは、ほぼ同時代・同地域の人物「菅若狭守」が活躍しているが、これは四国攻めで三好氏と対立した菅達長の次男、菅長政（仁三郎）であり、野口氏と同族であるが冬長と直接の関係はない。

## 原田村野口家文書
江戸時代に摂津国豊島郡原田村の庄屋だった野口家は冬長の後裔を自称している。豊中市立岡町図書館に寄贈された『野口家文書』によると、「野口満五郎冬永」は塙直政の養子となって原田城に移り住んだ。